# Searoader Cars
Searoader Cars (Eigenschreibweise SeaRoader Cars) ist ein britischer Hersteller von Automobilen.

## Unternehmensgeschichte
Mike Ryan, der zuvor Evolution Sports Cars und Formula 27 Cars leitete, gründete 2003 das Unternehmen. Er begann mit der Produktion von Automobilen und Kits. Der Markenname lautet Searoader.  Rob Andrews übernahm 2004 das Projekt und verlegte den Sitz nach Bideford in der Grafschaft Devon, doch bereits 18 Monate später war wieder Mike Ryan der Inhaber. Der Unternehmenssitz befindet sich in Uckington bei Cheltenham in Gloucestershire.
Insgesamt entstanden bisher etwa zehn Exemplare.

## Fahrzeuge
Im Angebot stehen Amphibienfahrzeuge. Es gibt Ausführungen mit vier Rädern und welche mit sechs Rädern. Einige Modelle sind Einzelstücke.